# 1705 Tapio
1705 Tapio (1941 SL1) là một tiểu hành tinh vành đai chính, được Liisi Oterma phát hiện tại Turku. Ngày 29.9.1941.